# Пам'ятки культурної спадщини Козлівської громади
У статті наведений перелік об'єктів культурної спадщини Козлівської громади Тернопільського району Тернопільської области України.

## Пам'ятки архітектури
| №  | Назва               | Дата   | Адреса                      | Охоронний номер | Документ про взяття на облік                                                                       |
| -- | ------------------- | ------ | --------------------------- | --------------- | -------------------------------------------------------------------------------------------------- |
| 1. | Церква Святого Духа | 1903р. | с. Таурів, вул. Церковна, 1 | 2069            | рішення виконавчого комітету Тернопільської обласної ради народних депутатів від 18.11.1994 р. №83 |

## Пам'ятки історії
| №  | Назва                                                                                        | Дата          | Адреса                                                                                       | Охоронний номер | Документ про взяття на облік                                                                        |
| -- | -------------------------------------------------------------------------------------------- | ------------- | -------------------------------------------------------------------------------------------- | --------------- | --------------------------------------------------------------------------------------------------- |
| 1  | Братська могила воїнів Української Повстанської Армії (8 чол., прізвища невідомі)            |               | с. Покропивна                                                                                | 1570            | Наказ управління культури Тернопільської обласної державної адміністрації від 18.10.2005 р. № 112   |
| 2  | Братська могила жертв тоталітарного режиму (15 чол.)                                         |               | с. Покропивна                                                                                | 1571            | Наказ управління культури Тернопільської обласної державної адміністрації від 18.10.2005 р. № 112   |
| 3  | Пам’ятне місце загибелі воїна Української Повстанської Армії Буяра Ярослава «Свій» в криївці | 03.03.1947 р. | с. Покропивна, садиба Гураль Миколи та Ганни, напроти кладовища                              | 3326            | Наказ управління культури Тернопільської обласної державної адміністрації від 09.03.2017 р. № 34-од |
| 4  | Могила радянського воїна (родом з смт Залізці Зборівського району)                           |               | с. Покропивна, ур. "Бучинські", біля подвір'я Бучинської Г.С., N 49° 34.6508' E 25° 21.6635' | 1568            | Наказ управління культури Тернопільської обласної державної адміністрації від 18.10.2005 р. № 112   |
| 5  | Пам’ятний знак воїнам-землякам, які загинули в роки Другої світової війни                    | 1967 р.       | с. Покропивна, центр, біля будинку культури і церкви                                         | 379             | Рішення виконкому Тернопільської обласної ради від 22.03.1971 р. № 147                              |
| 6  | Братська могила воїнів Радянської армії                                                      | 1975 р.       | с. Таурів, вул. Цвинтарна, кладовище                                                         | 142             | Рішення виконкому Тернопільської обласної ради від 12.06.1978 р. № 286                              |
| 7  | Пам'ятний знак (хрест) на честь скасування панщини                                           | 1848 р.       | с. Таурів, на розі вулиць Церковна, Цвинтарна, Зелена                                        | 3328            | Наказ управління культури Тернопільської обласної державної адміністрації від 09.03.2017 р. № 34-од |
| 8  | Пам’ятний знак воїнам-землякам, які загинули в роки Другої світової війни                    | 1967 р.       | с. Таурів, центр                                                                             | 380             | Рішення виконкому Тернопільської обласної ради від 22.03.1971 р. № 147                              |
| 9  | Пам’ятний знак воїнам-землякам, які загинули в роки Другої світової війни                    | 1965 р.       | смт Козлів                                                                                   | 372             | Рішення виконкому Тернопільської обласної ради від 22.03.1971 р. № 147                              |
| 10 | Братські могили воїнів Радянської армії                                                      | 1952 р.       | смт Козлів, кладовище                                                                        | 481             | Рішення виконкому Тернопільської обласної ради від 22.03.1971 р. № 147                              |

## Пам'ятки монументального мистецтва
| № | Назва                                                               | Дата          | Адреса                                                 | Охоронний номер | Документ про взяття на облік                                                                         |
| - | ------------------------------------------------------------------- | ------------- | ------------------------------------------------------ | --------------- | --- |
| 1 | Пам’ятник поету, громадському діячу Франку Івану Яковичу            | 1976 р.       | с. Покропивна, біля будинку культури                   | 961             | Рішення виконкому Тернопільської обласної ради від 12.06.1978 р. № 286                               |
| 2 | Пам’ятник поету, письменнику, художнику Шевченку Тарасу Григоровичу | 1976 р.       | с. Покропивна, біля будинку культури                   | 989             | Рішення виконкому Тернопільської обласної ради від 12.06.1978 р. № 286                               |
| 3 | Пам’ятник священику, голові УГКЦ в підпіллі о. Хмільовському Миколі | 30.09.2012 р. | с. Покропивна, біля церкви Різдва Пресвятої Богородиці | 3325            | Наказ управління культури Тернопільської обласної державної адміністрації від 09.03.2017 р. № 34-од  |
| 4 | Скульптура Матері Божої                                             | ХІХ ст.       | с. Таурів, при в'їзді в село                           | 3309            | Наказ управління культури Тернопільської обласної державної адміністрації від 09.09.2016 р. № 121-од |
| 5 | Пам’ятник поету, письменнику, художнику Шевченку Тарасу Григоровичу | 1992 р.       | смт Козлів, вул. Галицька                              | 1594            | Наказ управління культури Тернопільської обласної державної адміністрації від 18.10.2005 р. № 112    |